# M142 HIMARS
M142 HIMARS (абр. від англ. High Mobility Artillery Rocket System, «високомобільна артилерійська ракетна система») — американська реактивна артилерійська система. Полегшена версія M270 зі зменшенням вогневого потенціалу, але збереженням того самого арсеналу та захисту персоналу. Призначена для тактики «стріляй-і-тікай». Розроблена у 1996—2000 рр. Виготовляється з 2003 року.

## Історія

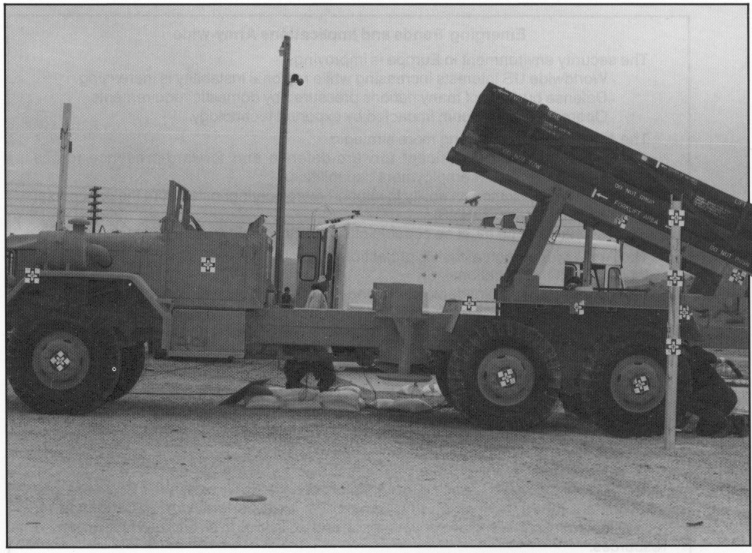
Прототип HIMARS для підтвердження концепції на ракетному полігоні Вайт-Сендс, квітень 1991 року.

Необхідність у системі HIMARS виникла в 1982 році, коли 9-та піхотна дивізія (моторизована) побачила потребу в легкому реактивному залповому вогневому комплексі для протидії артилерійському вогню. Однак ця ідея не знайшла підтримки в Артилерійській школі та залишалася нереалізованою протягом кількох років. Інституційні упередження того часу були спрямовані на підтримку важких військових сил. З послабленням напруженості в період холодної війни та зростанням інтересу до операцій низької інтенсивності як Артилерійська школа, так і Ракетне командування визнали, що M270 MLRS був надто важким для швидкого розгортання, і почали наполягати на фінансуванні програми HIMARS.
Війна в Перській затоці надала нового імпульсу до впровадження легкої РСЗВ, коли виявилося, що M270 потребує занадто багато ресурсів для авіаперевезення, а установки не прибули разом із першою хвилею військ США. У квітні 1991 року концепцію HIMARS випробували на ракетному полігоні Вайт-Сендс, використовуючи модифіковану пускову установку Honest John.
HIMARS був розроблений як приватна ініціатива компанією Loral Vought Systems, пізніше Lockheed Martin Missiles and Fire Control, для задоволення цієї потреби. Система вперше з’явилася публічно в 1993 році. У 1996 році Командування ракет США уклало з Lockheed Martin контракт на 23,2 мільйона доларів для створення чотирьох прототипів. У квітні 1998 року ці установки були передані XVIII повітряно-десантному корпусу для дворічного тестування у 3-му батальйоні 27-го артилерійського полку.
У липні 1998 року Армія провела випробувальний пуск ракети ATACMS. У грудні 1999 року Командування авіації та ракет уклало з Lockheed Martin контракт на 65 мільйонів доларів на розробку інженерної документації та виробництво. За цим контрактом Lockheed Martin поставила шість установок HIMARS наприкінці 2001 року для оцінки Армією. У квітні 2003 року Армія уклала з Lockheed Martin контракт на 96 мільйонів доларів для початкового серійного виробництва. Приблизно в той же час Корпус морської піхоти замовив дві установки для випробувань.
У жовтні 2017 року морська піхота США вперше випустила ракету з M142 по наземній цілі з палуби десантного транспортного доку USS Anchorage, продемонструвавши здатність системи діяти на кораблях і вести точний вогонь з відстані протистояння проти берегової оборони. Програмне забезпечення націлювання транспортного засобу було перероблено, щоб він міг краще стріляти на платформі, що постійно рухається та маневрує.
M142 тестувалася як стандартна система для ведення вогню протиповітряними ракетами SLAMRAAM, що є модифікацією AIM-120 AMRAAM для наземного пуску.
Вікна M142 HIMARS виготовлені із великих аркушів сапфіру з покриттям шарами скла та полікарбонату, що є вдвічі прозорішим, але не менш міцним, за армоване скло, що було використано у M270.
Система запуску і шасі виробляються компанією Lockheed Martin Missiles & Fire Control у місті Камден, штат Арканзас, станом на 2019 рік.

## Опис
Залежно від снарядів, виконує роль РСЗВ або фронтової тактичної ракетної установки. Виробляється одним із підрозділів Lockheed Martin. Була розроблена наприкінці 1990-х років на колісному шасі як система, що мала підвищену мобільність у порівнянні з гусеничною M270 MLRS, з якою має уніфіковану пускову установку й арсенал боєприпасів.
Вантажівка HIMARS має масу 16 тонн, з яких 5 ― боєзапас. Транспортується літаком C-130.
На відміну від більшості радянських реактивних систем залпового вогню, які досі використовують некеровані боєприпаси, HIMARS, завдяки постійному розвитку сумісного озброєння, на цей час має в арсеналі у тому числі керовані високоточні реактивні снаряди, тактичні й балістичні ракети, відтак збільшивши відстань вогневого ураження до, станом на  2022 рік, максимальних аж 499 км.

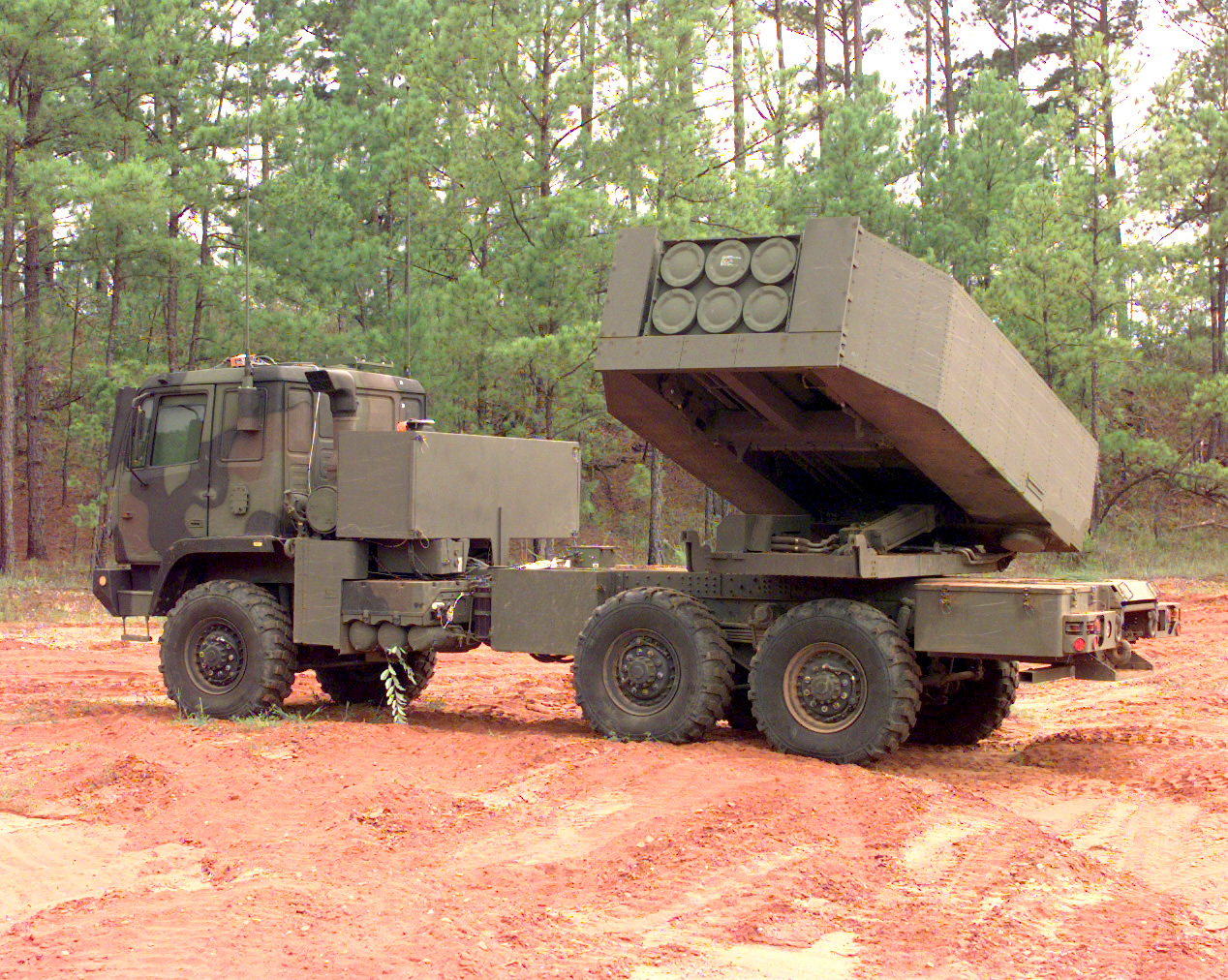
Система HIMARS

HIMARS — це високомобільна реактивна система залпового вогню, призначена для ураження районів зосередження артилерійських систем, засобів ППО і вогневої підтримки, вантажного транспорту, бойових машин і бронетранспортерів, а також для надання вогневої підтримки своїм підрозділам і засобам підтримки.
Система призначена для стрільби керованими й некерованими ракетами. Максимальна дальність залежить від використовуваного озброєння й складає 499 км ракетами PrSM. Підготовка до стрільби триває 1 хвилину завдяки тому, що стандартні реактивні снаряди постачаються в пускову установку одразу зарядженими у спеціальних пеналах, що містить 6 снарядів класу MLRS, 2 балістичні ракети PrSM або 1 ракету ATACMS.
У 2018 році перевірили можливість передачі координат цілі з літака F-35B безпосередньо на пускову установку HIMARS. Таким чином має істотно скоротитись проміжок між виявленням цілі та її знищенням. У цій схемі літак F-35B з його потужними сенсорами виступає в ролі розвідника.

## Характеристики
- Обслуга: 3 особи (водій, навідник-стрілець, командир)
- Маса: 10 866 кг (колісне шасі)
- Довжина: 7 м
- Ширина: 2,4 м
- Висота: 3,2 м
- Запас ходу машини: 480 км
- Максимальна швидкість по шосе: 85 км/год
- Основне озброєння: 6 × 227-мм снарядів класу MLRS або GMLRS або 1 × 610-мм ракета ATACMS або 2 × ракети PrSM.
- Броня: захист проти легких набоїв і осколків[23]

## Озброєння
M142, як й M270, станом на  2023 використовує широкий спектр боєприпасів, що заряджаються у змінні пенали зазвичай поза зоною ведення бойових дій, що, у свою чергу, дозволяє персоналу оперативно виконувати бойове завдання, не відволікаючись на заряджання окремих снарядів, перелік яких, зокрема, варіюється від найстаріших некерованих реактивних снарядів M26 з максимальною відстанню ураження у 15 км у перших модифікаціях й до найновішої високоточної ударної ракети PrSM з максимальною відстанню ураження у 499 км.

## Бойове застосування

### Війна у Афганістані
У звіті «Нью-Йорк таймс» від 21 жовтня 2010 року йдеться про те, що M142 сприяла наступу НАТО на Кандагар в Афганістані. Удари були спрямовані на схованки командирів Талібану і змусили багатьох із них втекти до Пакистану. 24 травня 2018 року в Муса-Калі внаслідок удару M142 загинули 50 бійців та лідерів Талібану.

### Військова операція проти Ісламської держави

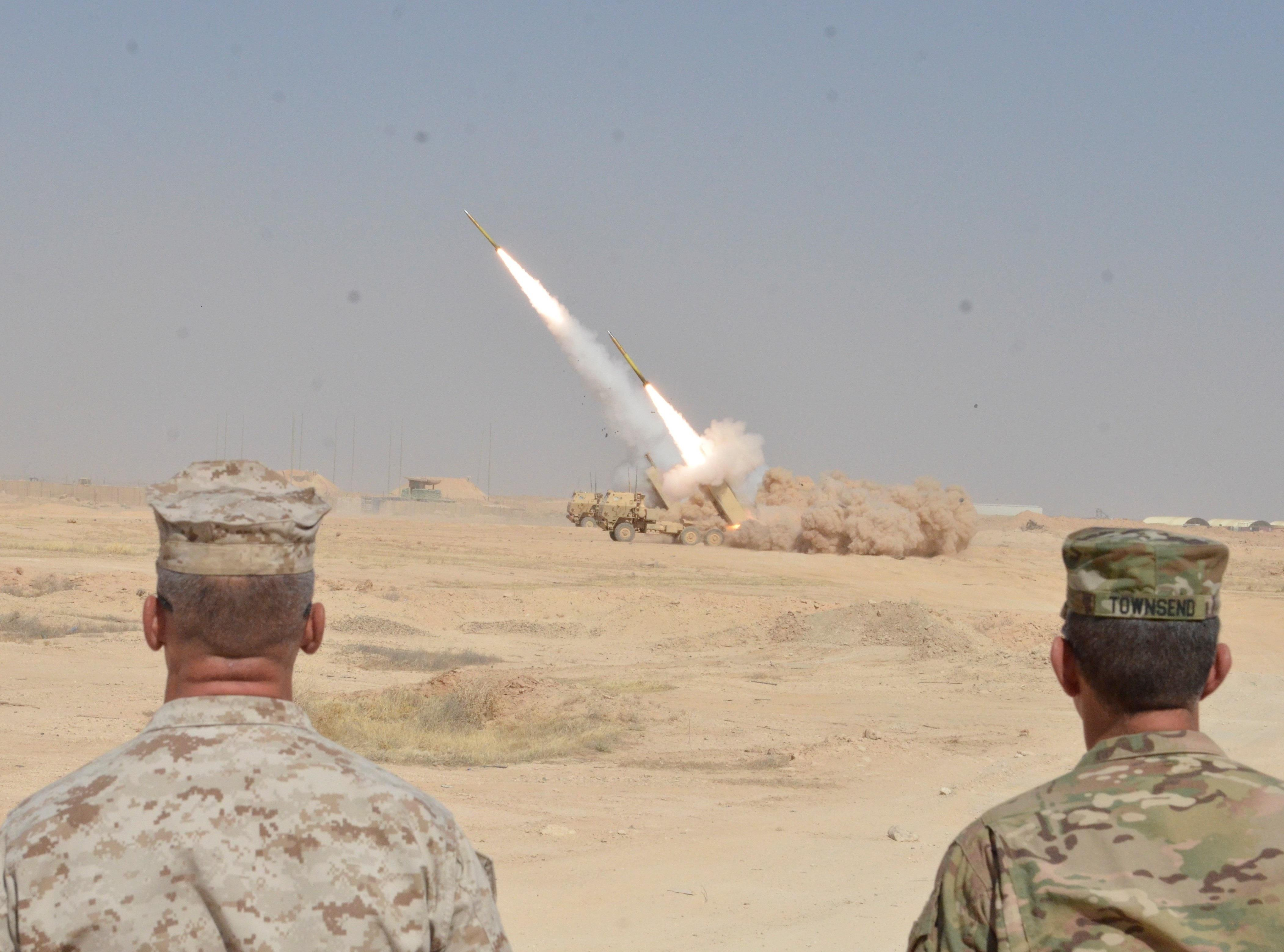
HIMARS під час операції «Непохитна рішучість» в Іраку, 2016 р.

У листопаді 2015 року армія США повідомила, що розгорнула M142 в Іраку, випустивши щонайменше 400 снарядів по Ісламській Державі з початку літа. M142 були спрямовані на авіабази Аль-Асад і Аль-Такадум у провінції Аль-Анбар.
4 березня 2016 року американська M142 вперше випустила ракети по Сирії для підтримки сирійських повстанців, які боролися з Ісламською Державою. Пускові установки були розташовані в сусідній Йорданії.
На початку вересня 2016 року міжнародні ЗМІ та Державний департамент США повідомили, що нещодавно розгорнута M142 уразила цілі Ісламської Держави (ІДІЛ) у Сирії поблизу кордону з Туреччиною. У жовтні 2016 року M142 були розміщені на західному аеродромі Кайяра, приблизно за 65 км на південь від Мосула, беручи участь у битві за Мосул. 14 червня 2017 року M142 розгорнули в Аль-Танф у Сирії для підтримки США повстанців у цьому районі. У вересні 2018 року сили підтримки США координували боротьбу із Сирійськими демократичними силами, щоб перемогти ІДІЛ на сході Сирії під час кампанії в Дайр-ез-Заурі, завдаючи ударів по позиціях Ісламської Держави ракетами GMLRS з M142. Системи M142 також були розташовані на нафтових родовищах Омар, приблизно за 25 км на північ від цілей, контрольованих ІДІЛ, для підтримки Сирійських демократичних сил.

### Російсько-українська війна
Під час російського широкого вторгнення в Україну 2022 року Київ неодноразово закликав Вашингтон надати HIMARS і гусеничну ракетну систему M270. США погодилися надати Україні M142 HIMARS, але за умови використання лише снарядів малої дальності, які могли б уражати цілі тільки в межах України.
23 червня 2022 року міністр оборони України Олексій Резніков повідомив, що до України прибули перші системи HIMARS. Наступного дня волонтер Павло Нарожний поширив відео застосування установок HIMARS в Україні. На поширеному відео зафіксований здійснений вночі повний залп із двох установок по шість снарядів у кожній. 25 червня 2022 року Міністерство оборони України опублікувало офіційні кадри використання американських систем залпового вогню HIMARS.
28 червня 2022 року близько 10-ї години ранку в окупованому Перевальську зафіксовано вибухи на базі окупаційних військ РФ. При тому, дим здіймався не над складом із боєприпасами, а в місці, де перебувають самі окупанти. На той час місто перебувало за близько 60 км від лінії фронту. Російські бойовики стверджували, що базу було уражено коригованим реактивним снарядом з установки HIMARS. На поширених ними фото було видно уламки від ракети M31A1 GMLRS з унітарною осколково-фугасною бойовою частиною, що використовується в установках HIMARS.
Застосування HIMARS суттєво ускладнило боєздатність російської армії. З 8 по 12 липня ЗСУ знищили ними численні ворожі склади боєприпасів, що зумовило різке зменшення ракетних ударів із окупованих територій. Російські джерела стверджували, що HIMARS знищили більшу частину керівництва російської 106-ї повітрянодесантної та 20-ї мобілізованої стрілецької дивізій. Російські системи протиповітряної оборони С-400 виявилися безпорадними проти ударів HIMARS.
Українські екіпажі HIMARS працюють переважно вночі, щоб мінімізувати можливість бути виявленими російськими безпілотниками. Якщо стріляють одночасно декілька машин — то з різних позицій. Введення координат цілей та пуск займає менше хвилини. Через кілька хвилин машини на великій швидкості залишають позиції. Українські військові високо оцінили точність коригованих боєприпасів — завдяки цьому з'явилася можливість завдавати удари по російських об'єктах без остраху спричинити небажані жертви, висока маневреність установки — на шосе цілком можливо рухатись зі швидкістю до 100 км/год, тихіший постріл у порівнянні з радянськими аналогами.
Головнокомандувач ЗСУ Валерій Залужний 18 липня 2022 року зазначив, що значною мірою саме завдяки HIMARS лінію фронту вдалося стабілізувати.
14 серпня 2022 року ЗСУ завдали удару по пункту дислокації ПВК «Вагнера» у Попасній, кількість убитих уточнюється. Тоді ж з'явилася інформація про поранення куратора ПВК — Пригожина.
1 січня 2023 року за допомогою ракет HIMARS здійснили декілька атак по табору російських мобілізованих в Макіївці. В результаті атаки було знищено від 139 до 400 російських окупантів.
РСЗВ M142 HIMARS використовується також для контрбатарейної боротьби. Так, наприклад, за допомогою M142 в вересні 2023 року були знищені артилерійські установки 2С19 «Мста-С», 2С5 «Гіацинт-С» та реактивні БМ-21 «Град». А 18 вересня в ході контрбатарейної боротьби було одночасно знищено дві САУ 2С9 «Нона-С» на околицях Донецьку.
19 листопада 2023 року ЗСУ вдарили ракетами HIMARS по будинку культури в селі Кумачове, де проходила церемонія нагородження бійців 810-ї бригади морської піхоти. Внаслідок удару, за повідомленнями російських та українських ЗМІ, загинула російська актриса Поліна Менших, яка виступала на сцені. Згідно з повідомленням українських представників, також було вбито 20 російських солдатів. Російський військовий експерт заявив про 23 убитих і до 80 поранених військових РФ.
20 лютого 2024 року ЗСУ завдали удару двома ракетами HIMARS по полігону біля села Трудівське в момент шикування на ньому військовослужбовців 36-ї окремої мотострілецької бригади. Під удар потрапила 4, 5 та 6-та роти бригади, за різними оцінками, внаслідок удару загинуло понад 60 вояків включно із командиром бригади полковником Гусейном Мусаєвим.
21 лютого 2024 року по полігону поблизу Подо-Калинівки Херсонської області було нанесено серію ракетних ударів українським комплексом HIMARS внаслідок якого було уражено особовий склад окупантів. Для ударів були використані ракети GMLRS M30A1 зі шрапнельною бойовою частиною, що начинена 180 тисячами кульок із карбіду вольфрама. В результаті операції було знищено близько 60 бійців та офіцерів супротивника.
29 лютого 2024 року Збройні Сили України завдали ракетного удару по скупченню особового складу супротивника у населеному пункті Оленівка, Донецької області. Внаслідок удару загинули 19 окупантів, ще 12 були поранені, серед них командир бригади полковник Михайло Гудков. За інформацією з російських джерел сталося це під час нагородження. Серед загиблих – заступник командира бригади підполковник Роман Кожухов, майор Олександр Абілов та капітан Наїль Шахманов. На початку березня В Росії підтвердили загибель в Україні заступника командира 155-ї окремої бригади морської піхоти Романа Кожухова. Удар було завдано двома ракетами з РСЗВ HIMARS, внаслідок чого 19 військовослужбовців РФ загинуло.
Відомо про активне застосування РСЗВ M142 HIMARS під час курської операції 2024 року. Так за допомогою HIMARS в ніч з 8 на 9 серпня 2024 року була знищена російська колона поблизу села Жовтневе Рильського району Курської області. За даними з відкритих джерел, окупанти зазнали серйозних втрат. 12 вересня 2024 року на Курщині за допомогою M142 HIMARS була знищена російська машина дистанційного мінування «Земледелие», а 23 вересня за допомогою HIMARS був уражений російський комплекс ППО «Бук-М3».
16 листопада 2024 року біля села Таврія, Запорізької області, артилеристи 15-ї окремої бригади артилерійської розвідки завдали удару з HIMARS по скупченню особового складу російських військ. Загальні втрати росіян внаслідок цього удару склали понад 20 загиблих, а другий удар стався під час евакуації поранених і збору тіл загиблих російських військових.
25 грудня 2024 року ЗСУ завдали удару по пункту управління 810-ї окремої гвардійської бригади морської піхоти ЗС РФ, який був розташований у покинутій цивільній будівлі в м. Льгов, Курської області. За повідомленнями російських ЗМІ, пункт було уражено за допомогою ракет HIMARS. В результаті удару було ліквідовано заступника командира 810-ї бригади РФ Паштова Салима.
26 грудня 2024 року в ході операції ГУР та СБУ було ліквідовано трьох капітанів російської окупаційної армії на Запорізькому напрямку. По скупченню російських офіцерів та їхніх транспортних засобів здійснили кілька влучань з американської реактивної установки HIMARS. В тому числі касетними боєприпасами.
3 січня 2025 року 15-та окрема бригада артилерійської розвідки «Чорний ліс» опублікувала відео знищення російського  зенітного ракетно-гарматного комплексу «Панцирь-С1» у Донецьку. Сили оборони України застосували американську реактивну систему M142 HIMARS. Знищення російського «Панциря» відбулося, вірогідно, ще влітку 2024 року.
23 березня 2025 року Сили спеціальних операцій у взаємодії з ГУР МО, Ракетними військами і артилерією знищили два російські Ка-52 та два Мі-8. Для ураження російської авіатехніки застосували реактивну систему HIMARS з ракетами M30A2.
Станом на 26 липня 2025 року редактори Oryx Blog знайшли фото чи відео підтвердження безповоротної втрати Україною 4 РСЗВ M142 HIMARS. Ще 3 машини було пошкоджено.

## Оператори

### Поточні оператори
- Йорданія

- Королівська йорданська армія: 12 одиниць M142 HIMARS, станом на 2024 рік.

- ОАЕ

- Сухопутні війська Об'єднаних Арабських Еміратів: 32 одиниці M142 HIMARS, станом на 2024 рік.

- Польща

- Сухопутні війська Польщі: 7 одиниць M142 HIMARS, станом на 2024 рік. Всього замовлено 486 одиниць M142 HIMARS.

- Румунія

- Сухопутні війська Румунії 36 одиниць M142 HIMARS, станом на 2024 рік. Додатково замовлено 18 одиниць M142 HIMARS.

- Сінгапур

- Сухопутні війська Сінгапуру: 18 одиниць M142 HIMARS, станом на 2024 рік.

- США: 368 одиниць M142 HIMARS в сухопутних військах і 47 одиниць M142 HIMARS в КМП США, станом на 2024 рік[87].

- Армія США
- Національна Гвардія Армії США
- Корпус морської піхоти США

- Тайвань

- Армія Китайської Республіки: перша партія M142 HIMARS прибула в листопаді 2024 року. У жовтні 2020 року уряд США схвалив продаж 11 HIMARS Тайваню. Додаткові 18 пускових установок будуть закуплені за рахунок скасування замовлень на гаубиці M109A6.

- Україна

- Сухопутні війська України: 38 одиниць M142 HIMARS на момент січня 2024 року з двома пошкодженими, відправленими до США на ремонт, і одним знищеним станом на березень 2024 року (36 діючих).

### Майбутні оператори
Австралія
- Австралійська армія: Пентагон повідомив, що Австралійська Армія подала запит на придбання 20 HIMARS вартістю «від одного до двох мільярдів [австралійських] доларів», а продаж має бути схвалений Державним департаментом США в травні 2022 року.

 Естонія
- Сухопутні війська Естонії: У липні 2022 року Сполучені Штати схвалили продаж шести систем Естонії в рамках пакету, оціненого в $500 млн. Контракт був підписаний у грудні 2022 року.

 Італія
- Італійська армія: У грудні 2023 року Державний департамент США схвалив можливий продаж 21 пускової установки HIMARS і супутнього обладнання на суму близько 400 мільйонів доларів.

 Латвія
- Сухопутні війська Латвії: У жовтні 2022 року Міністерство оборони Латвії оголосило, що Латвія планує придбати шість систем орієнтовною вартістю $220 млн. Контракт був підписаний у грудні 2023 року, а постачання планується розпочати у 2027 році.

 Литва
- Сухопутні війська Литви: У листопаді 2022 року Державний департамент США схвалив продаж 8 систем і понад 800 ракет, включно з ATACMS. Контракт на суму 495 мільйонів доларів був підписаний у грудні 2022 року.

 Марокко
- Королівська армія Марокко: У квітні 2023 року Державний департамент США схвалив можливий продаж 18 пускових установок HIMARS і супутнього обладнання на суму 524,2 мільйона доларів.

### Потенційні оператори
Філіппіни
- Філіппінська армія: Філіппіни висловили зацікавленість у придбанні M142 HIMARS для берегової оборони разом з індійською ракетою BrahMos. Розглядаються також інші варіанти, такі як K239 Chunmoo і Elbit PULS.

### Неуспішні контракти
Угорщина
- Сухопутні війська Угорщини: Угорщина звернулася до США з проханням про продаж HIMARS у листі з кінцевим терміном до березня 2022 року. Оскільки відповіді від США не надійшло, Угорщина «вважала це питання закритим». Однак у червні 2023 року сенатор США Джим Ріш, член Комітету з міжнародних відносин Сенату США, повідомив, що спроби продовжувалися, але він заблокував продаж Угорщині до 24 систем HIMARS на тій підставі, що Угорщина відмовляється схвалити заявку Швеції на вступ до НАТО. Міністерство оборони Угорщини у відповідь заявило, що не має наміру закуповувати системи HIMARS.

 Нідерланди
- Королівська армія Нідерландів: У лютому 2023 року Державний департамент США схвалив потенційний продаж Нідерландам 20 систем вартістю 650 мільйонів доларів. У березні 2023 року Нідерланди придбали 20 пускових установок PULS компанії Elbit Systems замість HIMARS. Вартість контракту становить 133 мільйони доларів. Перевага PULS, на думку Міністерства оборони, полягає в тому, що він може нести більше ракет, має кращу ціну, що означає, що можна придбати більше ракет, і, що не менш важливо, Elbit доставляє їх швидше, ніж Lockheed Martin, чиї виробничі потужності заброньовані на багато років наперед.

### Естонія
У липні 2022 року Державний департамент США погодив ймовірний продаж Естонії систем HIMARS та ракет до них у рамках програми Foreign Military Sales.
Сума ймовірного контракту оцінюється у 500 млн доларів. За ці гроші Естонія має отримати шість пускових установок M142 HIMARS, боєприпаси, допоміжне обладнання, запасні частини та технічну підтримку. Також імовірно до контракту увійде 36 ракет M30А2, 36 ракет M31A2, 36 ракет XM403 і також 36 XM404, і, зрештою, 18 балістичних ракет ATACMS.

### Латвія
23 липня 2022 року державний секретар Міністерства оборони Латвії Яніс Гарісонс повідомив про подачу запиту до уряду Сполучених Штатів на закупівлю мобільних ракетних систем HIMARS. У Латвії сподіваються, що HIMARS зможе надійти в розпорядження збройних сил країни до 2025 року. Також він зазначив, що придбання M142 є спільним рішенням та проектом усіх Балтійських країн.

### Польща
Згідно з польською оборонною програмою «Homar» передбачалось придбати 160 пускових установок. Але в 2018 році скерували запит на придбання лише 20 пускових з 270 високоточними ракетами GMLRS та 30 балістичними ракетами ATACMS, а також додатковими командними, ремонтними, транспортними й заряджальними машинами. Загальна сума цієї угоди становила близько 655 млн доларів США.
Наприкінці травня 2022 року міністр оборони Польщі Маріуш Блащак оголосив про намір розширити замовлення до 500 пускових установок, чого мало б вистачити для формування понад 80 батарей.
При цьому мала відбутися значна локалізація виробництва пускових установок та ракет до них у Польщі.
15 травня 2023, міністром оборони Польщі Маріушем Блащаком, було оголошено про початок розміщення HIMARS у північно-східному районі країни приблизно в 80 кілометрах від кордону з російською Калинінградською областю.

### Румунія
Перші 18 РСЗВ HIMARS Румунія замовила в серпні 2018 року. Загалом планується отримати 54 системи з керованими ракетами GMLRS та ATACMS. Це дасть змогу повністю переозброїти 8-му артилерійську бригаду, яка має на озброєні 54 РСЗВ LAROM.
У березні 2021 міноборони Румунії повідомило, що загалом отримає 3 комплекти по 18 пускових установок кожен, включно з боєприпасами, обслуговуванням та навчанням персоналу.
Перша партія РСЗВ HIMARS M142 надійшла наприкінці лютого 2021 року через чорноморський порт Констанца.
Озброєння отримав 81-й оперативно-тактичний ракетний батальйон «Майор Георге Чонцу» (81 Rachete Operativ Tactice «Maior Gheorghe Şonţu») у місті Фокшани.

### Сінгапур
Наприкінці 2009 році армія Сінгапуру отримала першу вогнепальну установку M142 з 24-х замовлених і досягнула її повної працездатності. Замовлена партія вирізняється тим, що озброєна некерованими ракетами M-26. 5 вересня 2011 року 23-й батальйон Сінгапурської артилерії ввів в експлуатацію батарею M142, що стало першою в своєму роді, цілком керованою за GPS.

### Україна

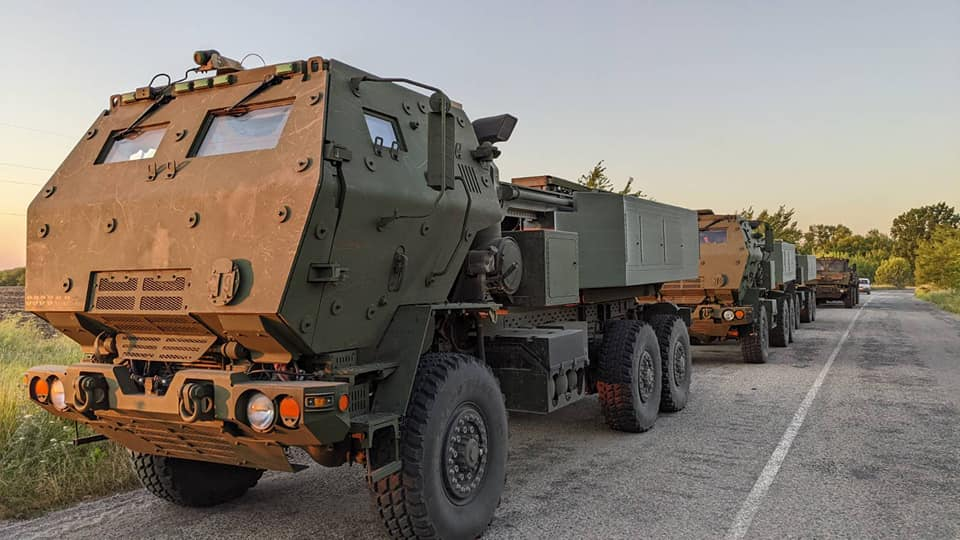
HIMARS на озброєнні Збройних Сил України, липень 2022

У квітні 2022 року Президент України Володимир Зеленський у зверненні до союзників перелічив необхідну для перемоги над російськими загарбниками зброю. Серед всього іншого було названо й універсальні пускові установки M142 HIMARS.
31 травня 2022 року президент США Джозеф Байден підтвердив, що Сполучені Штати нададуть Україні досконаліші ракетні системи та боєприпаси, щоб українські військові могли «точніше уражати ключові цілі на полі бою». 1 червня 2022 року він офіційно заявив, що новий пакет військової допомоги для України буде включати HIMARS. 2 червня заступник очільника Пентагону США Колін Каль уточнив, що система буде оснащена снарядами GMLRS, а не балістичними ATACMS. Згодом стало відомо, що в переданих Україні системах усунута можливість вести вогонь ракетами ATACMS.
23 червня 2022 року міністр оборони України Олексій Резніков повідомив, що до України прибули перші системи HIMARS від США. За джерелами «Вашингтон пост», боєприпаси, які отримує Україна для РСЗВ HIMARS, матимуть дальність ураження до 70 кілометрів. Того ж дня Пентагон повідомив про склад наступного пакета допомоги Україні, до якого увійшли, серед іншого, чотири установки HIMARS.
7 липня 2022 року секретар РНБО Олексій Данілов повідомив, що партнерами передано 9 установок РСЗВ типу HIMARS, які вже діють на передовій.
9 липня 2022 року США оголосили про новий пакет військової допомоги в який увійдуть ще 4 установки HIMARS. 20 липня Міністр оборони США Ллойд Остін під час зустрічі «Рамштайн-4» повідомив, що Україна вже має 12 установок HIMARS.
22 липня 2022 року президент США Джозеф Байден підписав новий пакет військової допомоги Україні на суму 270 мільйонів доларів, який включає в себе 4 HIMARS. 1 серпня 2022 року міністр оборони України Олексій Резніков повідомив про прибуття до України 4 установок HIMARS, сумарно це становило 16 установок.
28 вересня 2022 року США оголосили замовлення промисловості 18 додаткових установок HIMARS та боєприпасів до них у межах пакету допомоги Україні на суму 1,1 млрд дол. США.
4 жовтня 2022 року Міністерство оборони США оголосило наступну передачу зброї та військового спорядження Україні на суму 625 млн дол. США, в тому числі 4 установок HIMARS.

## Цікавинки
17 липня 2022 року командування ЗС РФ відрапортувало про знищення у тому числі «транспортно-заряджувальної машини» для HIMARS, якої насправді не існує.
30 серпня 2022 року The Washington Post видали статтю, в якій розповіли про використання ЗСУ дерев'яних макетів HIMARS для виманювання російських крилатих ракет. Таким чином, за повідомленнями, і з'являються постійні заяви росіян про знищення HIMARS: аеророзвідка наводить ракети на макети та звітує про враження справжніх установок.

## Галерея

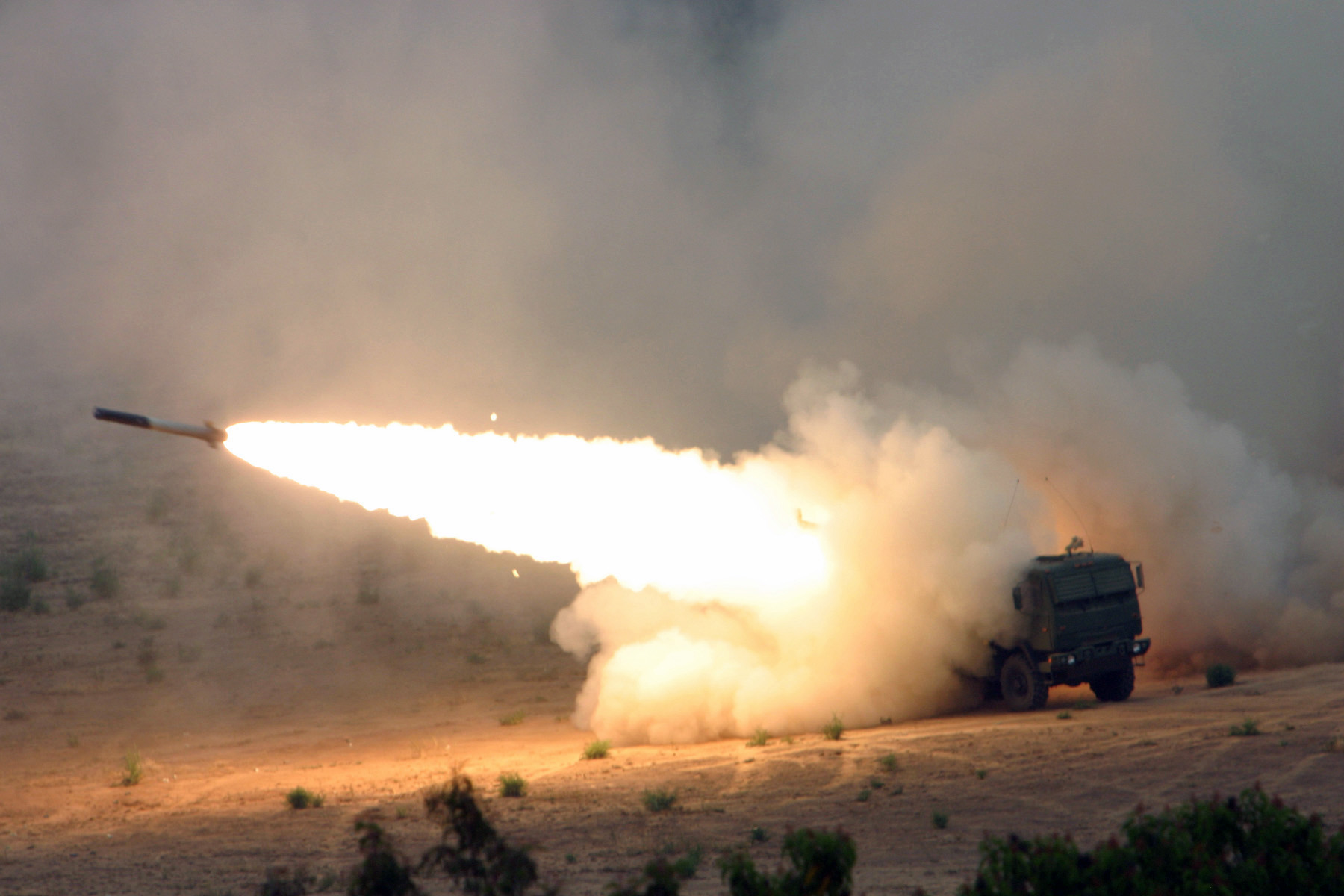
Запуск снаряда із системи HIMARS
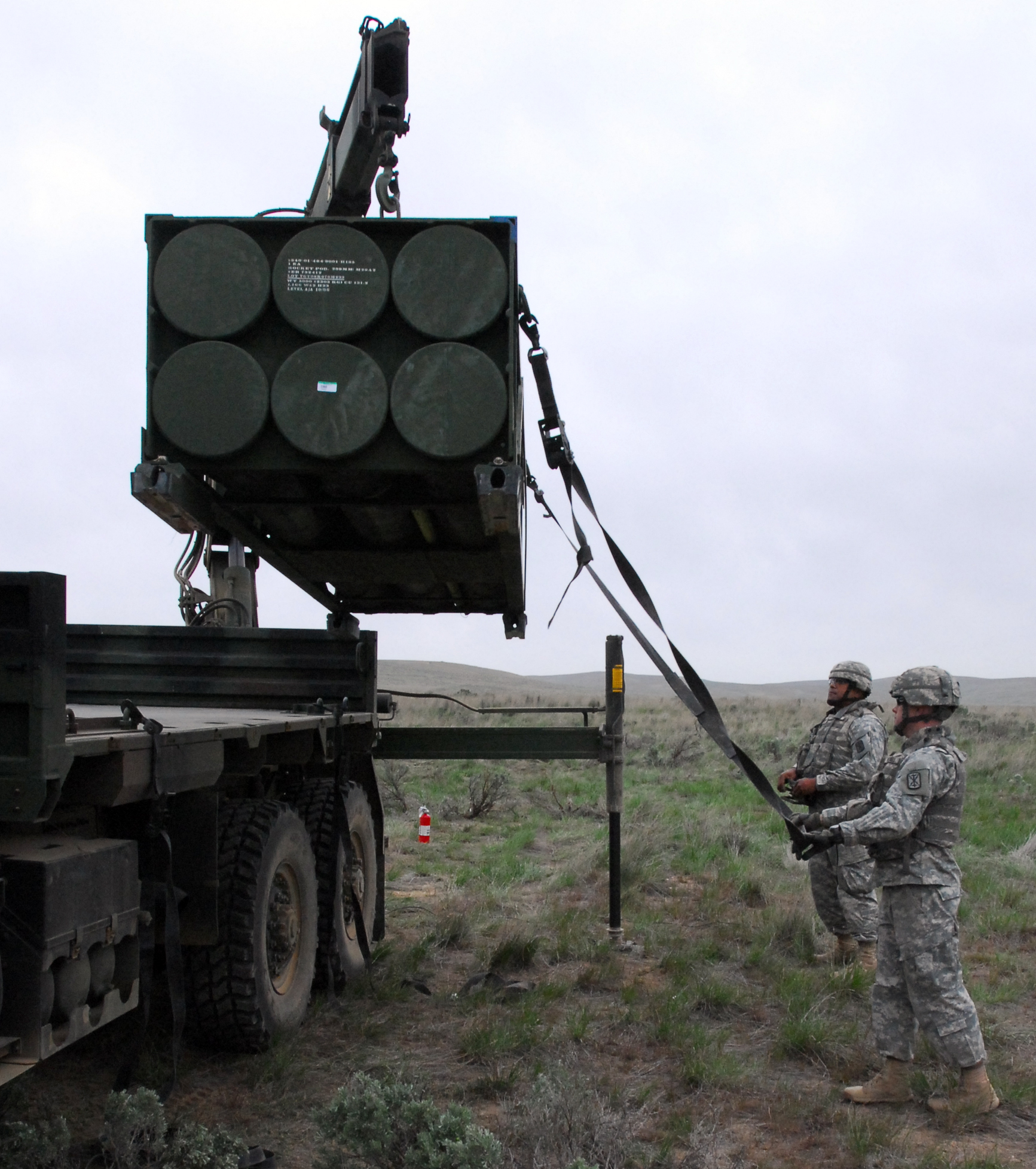
Завантаження боєзапасу для HIMARS
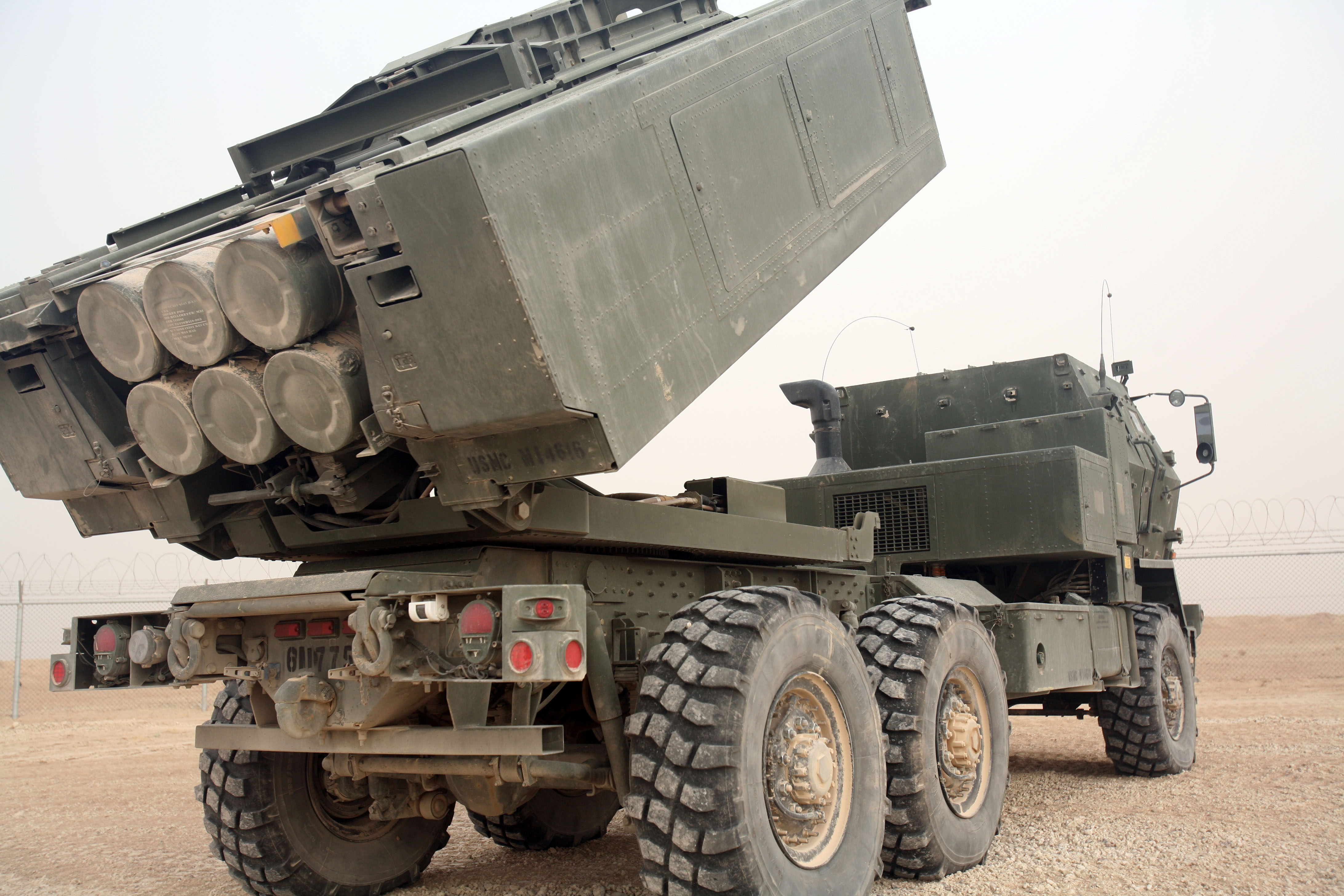
HIMARS готується до залпу, Ірак.
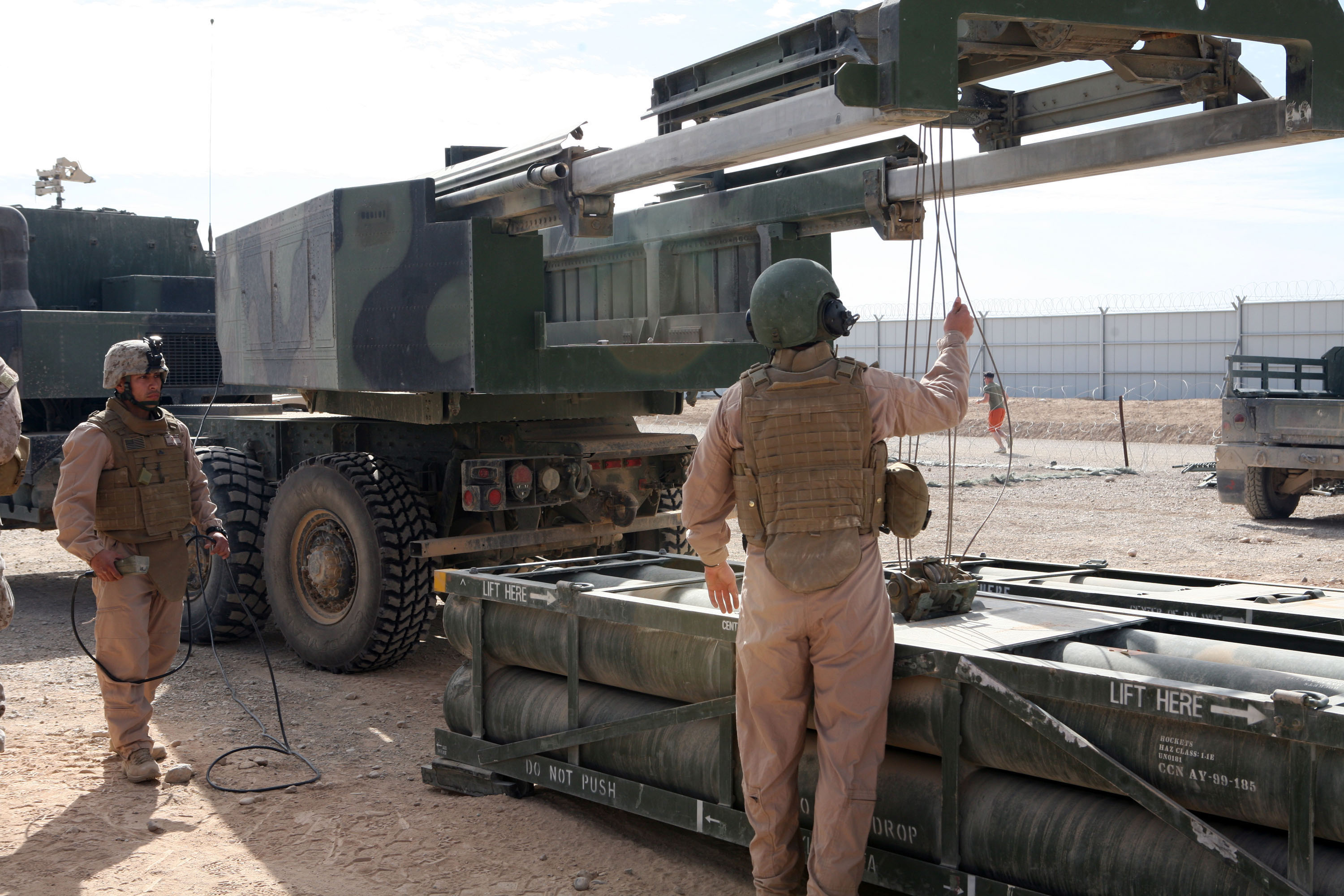
Процес перезаряджання
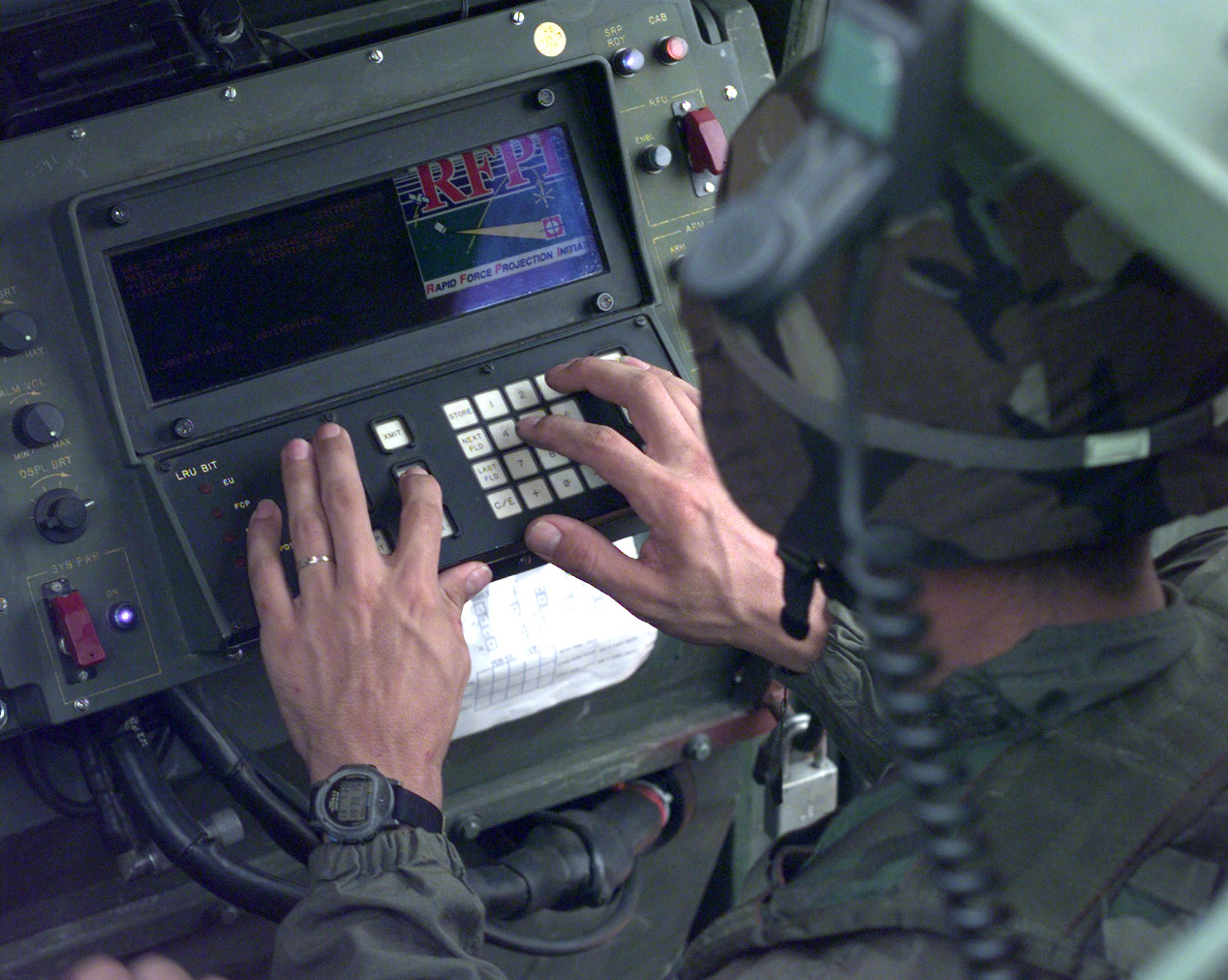
Введення цільових координатів
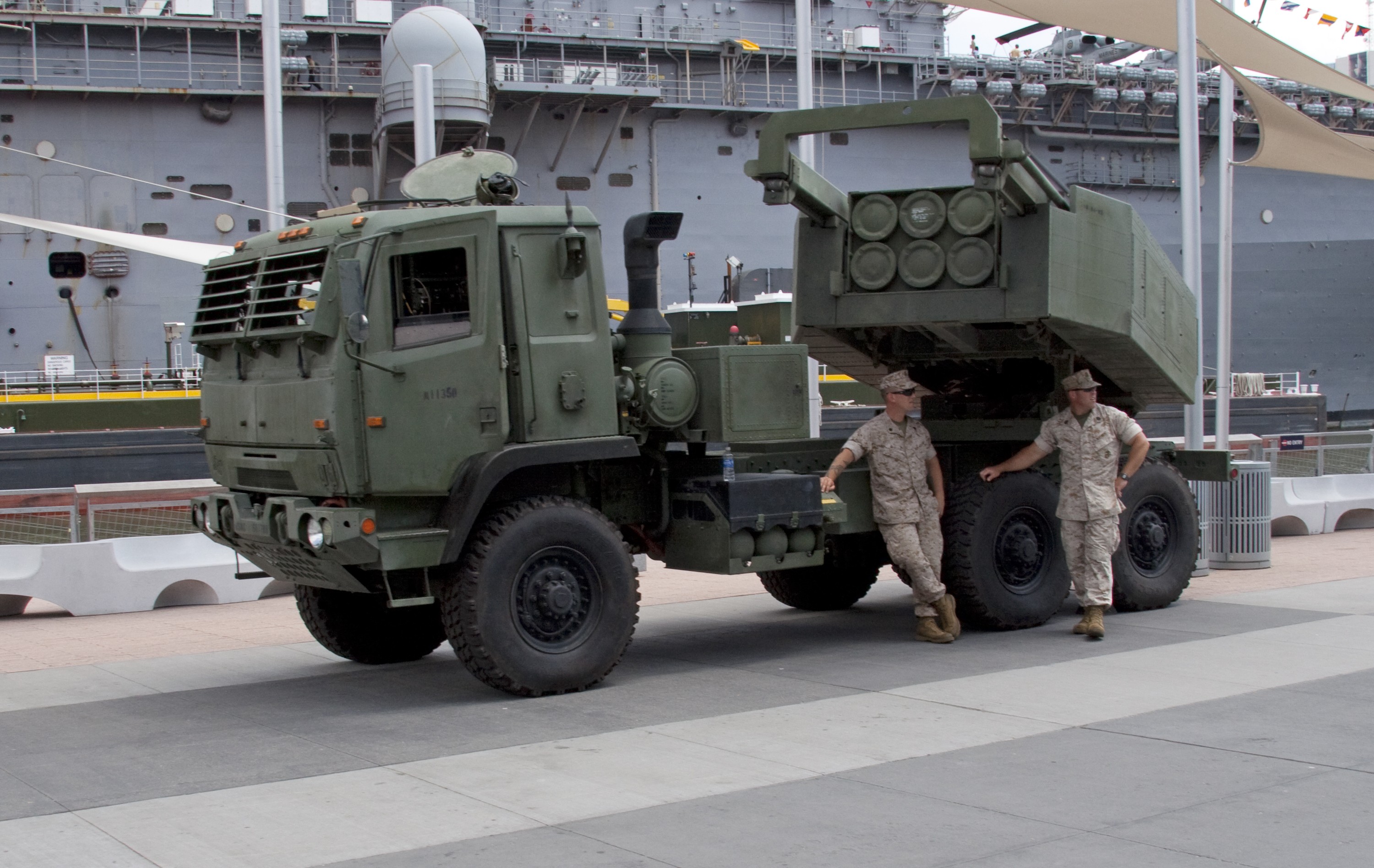
HIMARS на шасі броньованої вантажівки
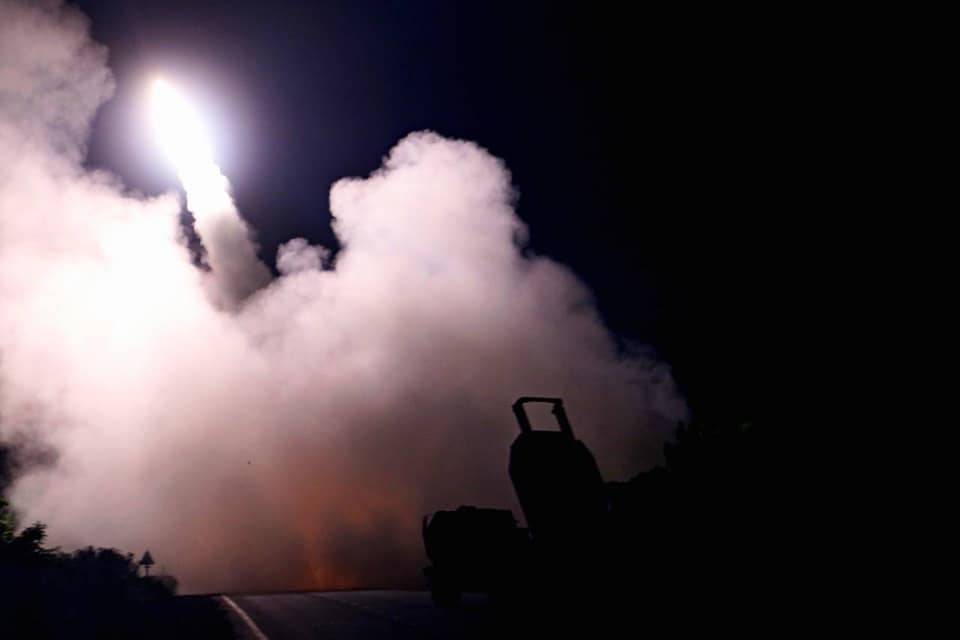
Бойова робота HIMARS. Запорізький напрямок, червень 2022 року